# クレマンティン (人工衛星)
クレマンティン（Clementine）はフランスの人工衛星。

## 概要
重量50kgの小型衛星。スリーズの後継機で、信号傍受実験衛星とされる。主契約者はアルカテル・スペースで、SSTL（Surrey Space Technology Limited）が製造した。
1999年12月3日、ヘリオス1Bの副衛星として打ち上げられた。
表向きの目的は「地球の電波-電気的環境を研究するため」、としている。